# Vênus Atlético Clube
Le Vênus Atletico Clube est un club de football de seconde division du Pará, état du nord du Brésil.

## Histoire
Fondé le 20 mai 1949 dans la ville d'Abaetetuba, dans l'État du Pará, le club devient en 2005 champion du Pará en seconde division. 
Il est classé au 325e rang par la Fédération du Brésil de football, la CBF. 

## Le club
Les joueurs portent des uniformes bleus et blancs et le club s'entraîne dans le stade Humberto Parente. 

## Palmarès
- Championnat du Pará de deuxième division : 
  - Champion : 2005